# Guerres pubiennes
Les guerres pubiennes, dites aussi guerres « pubiques », englobent les épisodes de la concurrence qui engagea les grands magazines de la presse masculine des années 1960-1970, aux premiers rangs desquels Playboy et Penthouse, dans une course à qui pousserait un peu plus loin que les autres le dévoilement du mont de Vénus féminin. Cet affrontement, tout en évitant en général de dépasser trop brusquement les limites de ce qui était acceptable, contribua au recul progressif de celles-ci.
L'expression anglaise originale, Pubic Wars, calembour sur Punic Wars, les guerres puniques, est due à Hugh Hefner, fondateur et propriétaire de Playboy.

## Le contexte initial
Dans les États-Unis des années 1950, il était généralement convenu de ne pas considérer les photographies de nu comme pornographiques tant qu'elles s'abstenaient de faire apparaître les poils pubiens et a fortiori les organes génitaux. Pour préserver ses apparences « artistiques », la photographie respectable pouvait s'approcher de cette limite mais devait veiller à ne pas la franchir. Certes, dans ses premières années Playboy offrit de temps en temps quelques aperçus de toisons pubiennes. Mais ces audaces ponctuelles, qui évitaient soigneusement le poster central, se firent plus timides au début des années 1960. De fait, le pubis des playmates restait masqué le plus souvent par un linge, une jambe, ou un élément du décor, même si on le devine assez nettement dès 1962 sous la transparence d'un rideau tiré pour dissimuler (assez mal) les charmes d'Unne Terjesen (Miss July).

## Le face-à-face
En 1965 paraissait au Royaume-Uni le premier numéro de Penthouse. Dès ses débuts ou presque, le nouveau venu, s'appuyant sur une attitude plus tolérante en Europe à l'égard de la nudité, publia des images de femmes qui, même retouchées et floutées, marquaient une rupture avec les prétentions artistiques encore en usage. Chez Playboy, pourtant, la réaction fut lente à venir : sur le poster central un tout premier brin de poils apparut avec Melodye Prentiss, Miss July 1968, soit quelque quinze ans après le lancement du magazine.
L'année 1969 fut celle du « débarquement » du concurrent britannique aux États-Unis, avec la sortie de la version américaine de Penthouse. Pour préserver sa part de marché, le leader contesté se résolut, malgré les risques judiciaires, à prendre les devants. En août, Playboy publiait son premier nu de face intégral, bien qu'ombré, avec le portrait non d'une playmate mais de la danseuse et actrice afro-américaine Paula Kelly. D'autres pilosités se firent jour dans ses pages et même, quoiqu'à l'état de traces, jusque sur le poster de Gloria Root, Miss December 1969. Mais il fallut attendre les photographies de Liv Lindeland, en janvier 1971, pour obtenir enfin une vue claire de la toison pubienne, en l'occurrence blonde, d'une playmate. L'événement généra un fort courant d'attention dans les médias et le public.
En décembre 1971, seul le bocal d'un poisson rouge séparait encore Karen Christy du premier nu de face intégral en poster central. La palme en revint le mois suivant et pour l'Histoire à Miss January 1972, Marilyn Cole. C'est après une longue hésitation[1] que Hugh Hefner, le propriétaire du magazine, se décida à aller plus loin, et choisit de publier la photo de Marilyn Cole, posant nue et de face, dans une bibliothèque, au coin d'une cheminée allumée, un livre qu'elle tient en main et placé à propos jetant encore une certaine ombre sur son pubis. De fait, celui-ci se fondait discrètement dans le décor général de la photo toute en camaïeux de bruns, donc sans trop défier la censure. Sur leur lancée, Liv Lindeland et Mailyn Cole furent toutes deux désignées « Playmates de l'année », en 1972 et 1973 respectivement. Mais la performance de Marilyn devait rester inégalée pendant plus d'un an. Bien qu'en mai, juillet et octobre 1972, Deanna Baker puis Carol O'Neal et Sharon Johansen s'en soient approchées de très près, le poster central de Bonnie Large en mars 1973 fut le premier à retrouver un niveau d'exposition un peu plus explicite, quoique encore un peu dans l'ombre, comparable à celui des modèles de Penthouse à la même époque. Mais dès le mois de mai suivant, la « touffe » très blonde de la playmate Anulka Dziubinska apparaissait cette fois sans aucun artifice et en pleine lumière. Dès le mois de Juillet 1973 (Martha Smith), le dépliant central sans poils visibles tend à devenir l'exception. Le pubis revient en pleine lumière en mars 1974 avec Pamela Zinszer.
Sur une photo parue en juin 1975, la Playmate de l'Année, Marilyn Lange, consacrait de façon définitive « la disparition de vieux tabous en jouant de façon coquine avec les poils de son pubis ». Cependant Playboy était à la peine : la diffusion du magazine avait culminé à plus de 7 millions d'exemplaires en septembre 1972, puis commençait à baisser pour être à 6,7 millions au printemps 1973 ; pendant ce temps, Penthouse, poursuivant sa stratégie agressive, voyait ses ventes monter à plus de 4 millions.

## Les développements ultérieurs
Ces avancées ouvrirent la porte aux tentatives de plus en plus poussées d'un nombre croissant de publications. Quant aux deux protagonistes initiaux, leurs contenus évoluèrent à partir de là dans des directions différentes. Penthouse se tourna à partir de 1974, année du lancement de Hustler, vers une présentation de plus en plus anatomique du sexe, donnant une vision détaillée de la vulve souvent accompagnée de poses évoquant la masturbation et montrant les petites lèvres ouvertes. À la fin des années 1990, le magazine s'était spécialisé dans la pornographie « hard » et les photographies de femmes en train d'uriner, ce qui auparavant marquait aux États-Unis le franchissement de la frontière entre pornographie (légale) et obscénité (illégale). Depuis son changement de propriétaire en 2005, il a commencé de s'orienter vers un style plus « soft ».
Playboy de son côté se repositionna comme un magazine « à lire pour les articles », d'un érotisme moins explicite, après la parution du numéro de novembre 1975, qui avait soulevé un tollé médiatique : la couverture représentait une fille assise, jambes largement écartées, qui avait la main dans sa culotte. Les ventes de Playboy s'effondrèrent, poussant l'éditeur à revoir sa stratégie ; Russell Miller situe à cette date la fin des « guerres pubiennes ». Dans le registre plus « soft » adopté ensuite, le buisson pubien, d'ancien tabou, passa d'abord au rôle d'ultime obstacle dans le dévoilement du sexe féminin. Malgré la diversité des angles de prise de vue, les posters centraux du magazine ne montrèrent longtemps guère plus que l'esquisse, plus ou moins marquée, du tracé de la fente pudendale, jusqu'à ce que l'extension des pratiques épilatoires permît un renouvellement du genre. En effet les années 1980 et surtout 1990 virent la formation d'une véritable « mode pubienne » (below-the-waist hairstyles), variant les styles et les apparences, dont le site de Playboy retrace l'historique. L'extension de l'épilation atteignit son terme dès septembre 2001 avec Dalene Kurtis, qui dut peut-être à cette performance le titre de « Playmate de l'année 2002 ». La raréfaction du poil facilita des aperçus plus précis sur le dessin des grandes lèvres ou du capuchon clitoridien. Depuis lors, l'épilation totale du pubis est pratiquement devenue la norme. Paradoxalement l'élimination complète de la toison pubienne put donner lieu aussi bien à un effacement total du sexe, digne des pubis lisses de l'art antique, qu'à sa mise en relief exacerbée.

## Sources
- (en) Anthony Haden-Guest, « The Porn King in Winter », New York Magazine, 9 février 2004.
- (en) Terry Kirby, « From 'Penthouse' to penury? », The Independent (Londres), 14 août 2003.
- (en) Gene N. Landrum, Entrepreneurial Genius: The Power of Passion, Brendan Kelly Publishing Inc., 2004,  (ISBN 978-1-895997-23-1).
- (fr) Philippe Romon, « La grande fatigue du play-boy », Le Nouvel Observateur, n° 1240, 12 août 1988.